# Резолюция 182 на Съвета за сигурност на ООН
Резолюция 182 на Съвета за сигурност на ООН е приета единодушно на 4 декември 1963 г. по повод отказа на правителството на Южноафриканската република да изпълни постановленията на Резолюция 181 на Съвета за сигурност на ООН от 7 август 1963 г.
В изпълнение на Резолюция 181 генералният секретар на ООН представя доклад до Съвета от 11 октомври 1963 г., с който уведомява, че с писмо до министъра на външните работи на Южноафриканската република от 19 август 1963 г. генералният секретар е поискал информация за мерките, които южноафриканското правителство е предприело за изпълнение на постановленията на Резолюция 181. В отговора си от 19 септември 1963 г. министърът на външните работи на ЮАР съобщава, че на този етап южноафриканското правителство не желае да се изказва по този въпрос, като подчертава, че правителството на Южна Африка нееднократно е излагало своята позиция по въпроса, която е добре известна на всички. В доклада си генералният секретар излага и съдържанието на друго писмо на министъра на външните работи на ЮАР от 11 октомври 1963, с което външният министър съобщава, че правителството му никога не е признавало правото на ООН да обсъжда или да се намесва в дела, които се намират под изключителната юрисдикция на отделните държави – члнки на ООН, какъвто е случаят с вътрешната политика на Южноафриканската република. Поради това южноафриканското правителство не желае да се изказва по въпроса, повдигнат от генералния секретар, тъй като това би означавало, че то признава правото на ООН да се намесва във вътрешните дела на Южна Африка. По-нататък южноафриканският външен министър критикува постановленията на Резолюция 181 в частта ѝ за налагане на въоръжено ембарго над Южна Африка като нарушение на статия 51 от Устава на ООН, гарантиращ неотменимото право на страната му на индивидуална и колективна самоотбрана. В писмото си министърът излага данни за процентните измерения на средствата за отбрана, изразходвани от страната му, спрямо общия ѝ бюджет и ги съпоставя с тези на редица западноевропейски страни, което според правителството на ЮАР опровергават твърденията, че Южна Африка се въоръжава усилено. В писмото са отправени обвинения, че с резолюцията си по въпроса Съветът е станал съучастник на агресивната спрямо Южна Африка политика на група африкански страни, от която произтича истинската заплаха за международния мир и сигурност. В заключение министърът на външните работи на ЮАР, отричайки правото на Съвета да налага мерките, предвидени в Резолюция 181, заявява, че тази резолюция не може да има задължителен характер като спрямо Южноафриканската република, така и спрямо която и да е друга държава.
В последната част на доклада си генералният секретар съобщава, че лично е изпратил писма до всички държави членки на ООН със запитване за мерките, които правителствата им са предприели, за да изпълнят постановленията на Резолюция 181, касаещи прекратяването на оръжейните доставки за Южноафриканската република. В приложението към доклада на генералния секретар са представени отговорите на 44 държави, като в това число е и отговорът на правителството на Народна република България. Докато мнозинството от тези държави приветстват мерките, предприети от ООН спрямо Южна Африка, и декларират, че не продават или са спрели продажбите на оръжие за ЮАР, то впечатление прави позицията на правителството на Обединеното кралство, според което Резолюция 181 няма задължителен, а по-скоро препоръчителен характер. Правителството на Нейно Величество заявява, че разграничава оръжието, което се използва за вътрешни репресии, от това, необходимо на ЮАР за целите на външната отбрана и особено за участието ѝ в съвместната отбрана на морските пътища, преминаващи покрай Нос Добра надежда. В тази връзка Обединеното кралство се е ангажирало да не доставя оръжие на ЮАР, което да се използва за укрепването на политиката на апартейд, но липсва ангажимент за прекратяване на доставките на оръжие, което британското правителство причислява към втория тип.
След като разглежда и дискутира доклада на Генералния секретар, на 4 декември 1963 Съветът за сигурност приема Резолюция 182, която потвърждавайки всички резолюции по въпроса, приети от Общото събрание и Съвета за сигурност, осъжда отказа на Южноафриканската република да изпълни постановленията на тези резолюции и отново призовава правителството на Южна Африка да се откаже от политиката си на апартейд, да освободи всички лица, които са затворени или поставени под домашен арест, или изтърпяват друг вид ограничения заради съпротивата си срещу политиката на апартейд. Резолюцията отново призовава всички държави членки на ООН, да прекратят доставките си на оръжия, снаряжения и военно оборудване за Южна Африка. Освен това Резолюция 182 предлага на генералния секретар да създаде работна група от експерти, която да обсъди методите за урегулиране на съществуващата ситуация в Южна Африка по пътя на мирното и последователно утвърждаване на човешките права и свободи на всички жители на нейната територия, независимо то техните раса, цвят на кожата и вероизповедание, както и да обсъди въпроса за ролята, която ООН може да играе за изпълнението на тази цел. От генералния секретар също се изисква да представи пред Съвета доклад за изпълнението на резолюцията не по-късно от 1 юли 1964 г.